# Сангольки
Сангольки́ (исп. Sangolquí) — город в Эквадоре, административный центр кантона Руминьяви провинции Пичинча.

## География
Город расположен в долине Чильос (Valle de Los Chillos), являющейся составной частью равнины реки Гуайльябамба, уходящей на север. К югу от Сангольки расположен потухший вулкан Пасочоа (4200 м над уровнем моря), а к северу — неактивный древний вулкан Илало (2572 м). Средняя высота центра города составляет 2500 м. Сангольки примыкает к юго-востоку Кито — расстояние между городами около 10 км. Сангольки считается пригородом столицы, но не входит в территорию Столичного округа.
В Сангольки проживает подавляющая часть населения кантона Руминьяви — 75 080 жителей из общего числа в 85 852 жителя (по состоянию на 2010 год). Всё остальное население кантона, включая территории, подведомственные муниципалитету Сангольки (6060 жителей), проживает в сельской местности.

## История
По данным археологов, первые жители поселились возле потухшего вулкана Илало в долине Чильос более 11 тыс. лет до н. э. Мастера древнего Кито, киту, переселились в район современного Сангольки примерно в XIV веке из-за благоприятного климата и плодоносной почвы. Примерно в 1460 году эти земли стали заселяться сообществами инков, известными как митмакунас — от слова «митма» — явления, обозначавшего политику принудительного переселения, которую проводили руководители инков с целью закрепления территориальной экспансии. Коренные жители разделили этот регион на Анан-Чильо (Верхний Чильо), в настоящее время ставшее предместьем Кито Конокото, и Урин-Чильо, то есть Нижний Чильо, современный Сангольки.
В 1534 году вождём территории стал Руминьяви, после его смерти через год вождём стал Кимбалембо, а его преемником стал Хуан Сангольки. В 1580 году здесь появились миссионеры из иезуитских орденов, они приобрели земли в долине Чильо. Многие фермерские хозяйства, основанные в тот период, сохранились до настоящего времени. Главная деревня Урин-Чильо постепенно выросла в город Сан-Хуан-Баутиста-де-Сангольки. Это название было дано в честь Иоанна Крестителя.
24 мая 1822 года в ходе войны за независимость неподалёку от Сангольки прошла битва при Пичинче, в результате которой войска под предводительством Антонио Сукре нанесли поражение испанской короне, что привело к независимости Королевской аудиенсии Кито, которая впоследствии стала Республикой Эквадор.

## Образование
Основные образовательные учреждения Сангольки:
- Армейская политехническая школа, также известная как Университет Вооружённых сил Эквадора (Escuela Politécnica del Ejército; Universidad de las Fuerzas Armadas).
- Колледж-лицей Долины (Colegio Liceo del Valle).
- Колледж Анторес
- Морской лицей Кито
- Высшая школа Эмиля Жак-Далькроза

## Достопримечательности
Сангольки окружает гористая местность с пышной растительностью с живописными природными пейзажами. Вдоль реки Пита есть каскад из 18 водопадов, привлекающих туристов.
Городская архитектура представлена образцами колониальных строений. Также в городе достаточно большое число объектов, связанных с творчеством знаменитого эквадорского художника, муралиста и скульптора Освальдо Гуаясамина.
Наиболее известной достопримечательностью города является Церковь Матери Сангольки, построенная в 1926 году.

## Спорт
В Сангольки базируется футбольный клуб «Индепендьенте дель Валье», выступающий на стадионе «Руминьяви» (вместимость — 7,5 тыс. зрителей). Команда выступает в Серии A чемпионата Эквадора с 2010 года. В 2013 году «Индепендьенте дель Валье» занял второе место в чемпионате, также команда четырежды занимала третье место. В 2016 году «Индепендьенте дель Валье» дошёл до финала главного клубного турнира Южной Америки — Кубка Либертадорес. В 2019 году команда завоевала Южноамериканский кубок. В 2022 году «Индепендьенте» повторили достижение, обыграв в финале бразильский Сан-Паулу со счетом 2:0.